# 프리터, 집을 사다
《프리터, 집을 사다》(フリーター、家を買う。)는 2009년에 출판된 아리카와 히로의 일본 소설이자 이를 원작으로 2010년에 방송된 텔레비전 드라마이다.

## 개요
처음에는 닛케이 넷 마루노우치 오피스에 2007년 7월부터 12월까지 연재됐다. 그 후, 새로운 이야기가 추가되어 2009년 8월에 겐토샤를 통해 단행본으로 출판됐다. 《한큐전차》이후 겐토샤에서 출판된 아라카와 히로의 두 번째 작품이며, 작가는 요청에서 원고 제출까지 2개월을 넘기지 않았다고 한다.
어머니의 병을 계기로 프리터 생활을 하던 주인공 성장하는 과정과 가족의 재생을 그리고 있다.
2010년 4분기 후지 TV 화요일 밤 9시 드라마 시간대에 니노미야 카즈나리를 주연으로 드라마화 됐다.
대한민국에서는 2013년 9월 7일부터 종편채널인 TV조선에서 <백수알바, 내 집 장만기>라는 제목으로 한국어 더빙으로 방송되었다.

## 드라마

### 출연진
- 타케 세이지 - 니노미야 카즈나리(성우 - 안용욱), 스즈키 후쿠(어린 시절)
- 타케 세이치 - 타케나카 나오토(성우 - 김준)
- 타케 스미코 - 아사노 아츠코(성우 - 김정애)
- 나가타 아야코 - 이가와 하루카(성우 - 신소윤)
- 지바 마나미 - 카리나(성우 - 배정미)

## 서적
한국에서는 '백수 알바 내 집 장만기'라는 제목으로 번역되어 2010년도에 출간되었다.